# سعال
السعال أو الكحة (بالإنجليزية: Cough)‏ هو طرد فجائي للهواء عبر الحنجرة يُساعد علي تنظيف الممرات التنفسية الكبيرة من السوائل والمهيجات والجزيئات الغريبة والميكروبات وعادة ما يحدث بشكل متكرر. يتكون السعال من ثلاث مراحل: الاستنشاق، والزفير، والإطلاق العنيف للهواء من الرئتين، يرافقه عادة صوت مميز.
ويعتبر السعال من أهم الأعراض التي قد يلجأ بسببها المريض إلى الطبيب وقد تكون أحد الأعراض البسيطة المصاحبة لنزلة برد (رشح)، وربما تكون مؤشراً لأمراض أهم متعددة في الجهاز التنفسي أو الأجهزة الأخرى، وهو من أكثر الحالات المرضية شيوعًا، ويطلب فيها المرضى عادة المساعدة من الصيدلي لتدبيرها، وغالبًا ما يترافق السعال مع الرشح الشائع ولذلك فهو قابل للعلاج ذاتياً في معظم الحالات، وفي حال ظهر سعال دون وجود أعراض تشير إلى الإصابة بالرشح الشائع فيجب تحويل المريض للتقييم الطبي، كذلك إن ترافق بحمى أو تضيق بالنفس.

## المقدمة
- يكون السعال أو الكحة بانقباض مفاجئ، وعادة متكرر، في عضلات القفص الصدري مما يسبب طرد الهواء بشدة خارج الرئة.

السعال ليس مرضا بحد ذاته ولكنه عرض مرضي وعادة ما يتم كردة فعل دفاعي للجسم لطرد المواد الغريبة التي تحاول التسلل للجهاز التنفسي العلوي و الجهاز التنفسي السفلي، كما أنه يحدث كردة فعل عند دخول المحسسات إلى الجهاز التنفسي، والسعال إحدى وسائل طرد الإفرازات البلغم الزائدة. فالجهاز التنفسي العلوي ينتج إفرازات (البلغم) بشكل مستمر وتمر عادة بشكل هادئ إلى المعدة حاملاً معه العوالق من الملوثات في الهواء التي التصقت به ولكن البلغم يزداد في الحالات المرضية ويتغير.

## فيزيولوجيا منعكس السعال
قد ينشأ السعال بفعل عدد من المثيرات، فإذا تخرشت مستقبلات أعصاب السعال الذاهبة إلى المراكز العصبية في الرئتين يحدث تنبيه يمر عبر العصب المبهم ومن ثم ترسل المراكز العصبية رسائل تنبيه إلى الأعصاب المستهدفة كالحجاب الحاجز والجهاز العضلي في كل من منطقة الأوراب (ما بين الأضلاع) والرغامى والقصبات والبطن و الحنجرة ، ويكون السعال هو المحصلة لهذه التنبيهات العضلية.
وهكذا للسعال أنواع وتقسيمات. والتقسيم الأكثر شيوعا هو تقسيم السعال (الكحة) إلى نوعين:
1. كحة ناتجة بسبب تهيج في منطقة:

- البلعوم
- الحنجرة.[4]

1. الكحة الناتجة من الرئتين.

وإن كان أحيانا يصعب التمييز بينهما، والجدير بالذكر أن هذا التقسيم له فائدة عملية حيث أن أسباب هذين النوعين من الكحة مختلفة نوعا ما.

## مراحل السعال

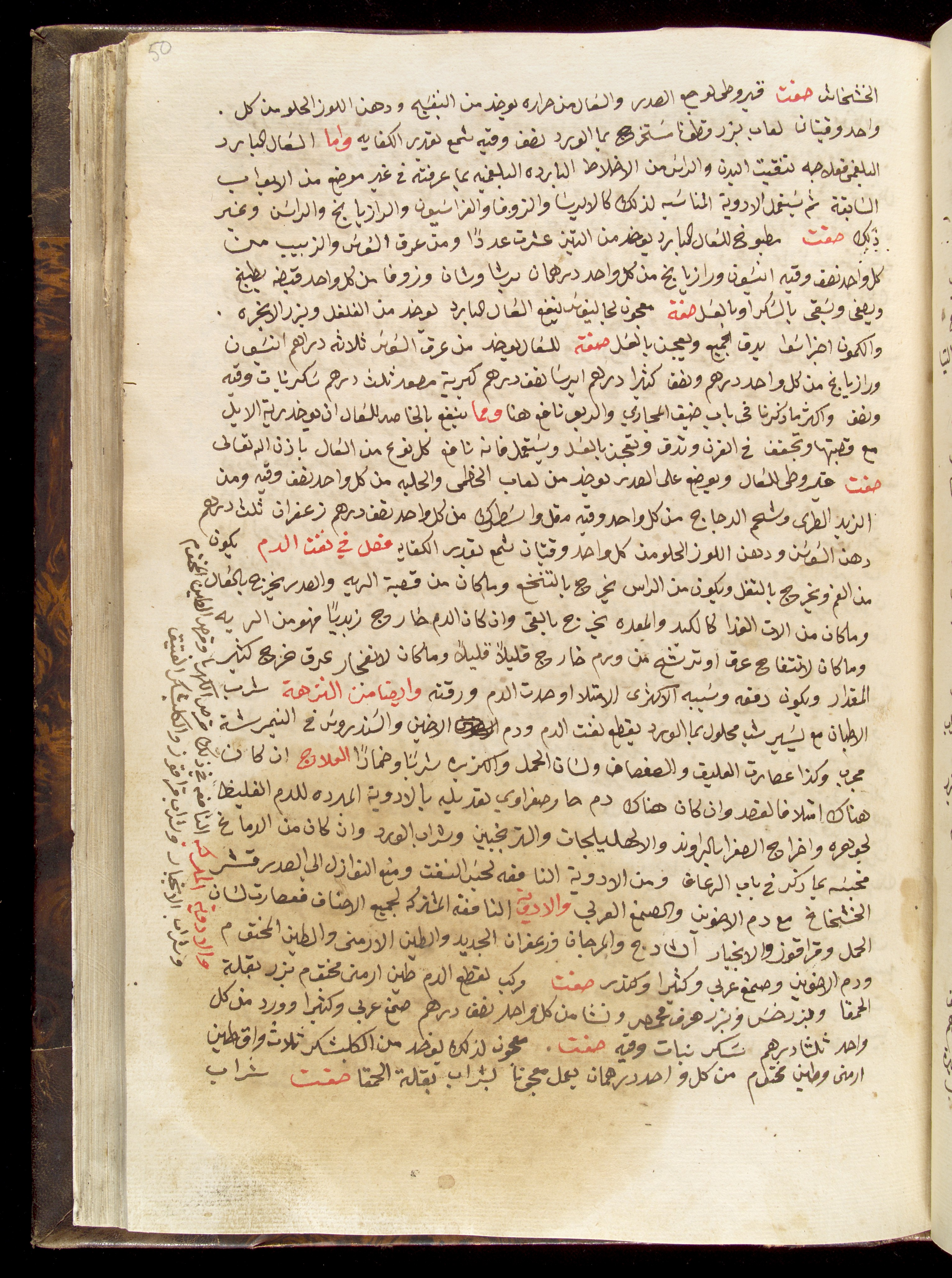
صفحة من مخطوط طبي عربي عن السعال

1. مرحلة الشهيق من السعال : بأخذ المريض نفساً عميقاً قبل بدء السعال
2. مرحلة الضغط : يتضيق المزمار وينغلق (المزمار: فتحة في أعلى الحنجرة) وتتضيق القصبات إلى النصف على الأقل من قطر لمعتها الطبيعي
3. مرحلة الانفجار : حيث ينفتح المزمار فجأة ويقوم المريض إرادياً بإعطاء جهد زفيري قوي مع صوت قصير وعالي

## الطبيعة الثنائية للسعال
من إيجابيات السعال أن يقوم الجريان السريع للهواء، وتضيق القصبات المرافق بدفع المخاط الزائد في الطرق الهوائية للصعود إلى الأعلى حيث يمكن للمريض أن يبلعه أو يتقشعه. وعادةً ما يصف المريض حالته بأنها احتقان قصبي خفيف.
وإذا كانت حالة السعال مصحوبة بإفرزات الرئوية يسمى «سعال منتج» أو «السعال مع البلغم» ولهذا يحاول مزود الرعاية الصحية التأكيد على أن لا يقوم المريض يتثبيط السعال المنتج وذلك لما له فائدة بإخراج الجراثيم إلى خارج الجسم. والسبب المهم وراء هذا التأكيد أن فشل المريض في إزالة هذا المفرزات بصورة فعالة قد يحدث عنده ذات الرئة.
ولكن الأمر السلبي في السعال أن عملية السعال بحد ذاتها تسبب سعالاً إضافياً بسبب تخريش مجرى الهواء وفي مثل هذه الحالات يصف الطبيب دواء مثبطاً للسعال (كودئين، ديكستروميثورفان، نوسكابين ليساعد في قطع السعال الشديد

## أسباب مرض السعال
أهم أسباب السعال المزمن
أسباب السعال المزمن قد تكون أدوية تسبب السعال كاثر جأنبي مثل بعض أدوية الضغط من نوع الأدوية المُثبطة للإنزيم المُحول للأنجيوتنسين Angiotensin Converting Enzyme Inhibitors. والسبب الأكثر شيوعاً هو التدخين.
أما باقي الأسباب فيمكن تقسيمها إلى
- أسباب يمكن تشخيصها من خلال أشعة الصدر:

1. سرطان الرئة.
2. تليف الرئتين.
3. الالتهاب الرئوي المزمن مثل الدرن وغيره وأسباب أخرى عديدة.

- أسباب التي لا يمكن تشخيصها من خلال الأشعة فهي:

1. الربو الشعبي.[7]
2. التهاب الشعب الهوائية المزمن (Bronchitis) [8] الناتج من التدخين.
3. ارتجاع السائل الأنفي (Postnasal Drip) وخصوصا عند المرضى الذين لديهم التهاب مزمن في الجيوب الأنفية.
4. ارتجاع عصارة المعدة من المعدة إلى المريء.

ومن خلال استعراض الأسباب هذه يتضح لدينا أن الأسباب متعددة وأن المشكلة قد لا تكون في الصدر أو الرئتين وإنما قد تنتج الكحة من مشكلة في الجيوب الأنفية أو المعدة وبالتالي يجب على الدكتور أخذ التاريخ المرضي بشكل دقيق، والتركيز على الأعراض الأخرى المصاحبة للسعال مثل انسداد الأنف، الصفير، والحموضة .
- الربو والحساسية: وهذه المشكلة قد تظهر على شكل كحة فقط من دون الأعراض الأخرى المعروفة مثل الصفير أو صعوبة في التنفس والتي تحدث بسبب مرض الربو.
- من الأسباب الأخرى (post nasal drip) أو ما يعرف بمشكلة تدفق إفرازات الأنف إلى الخلف ناحية البلعوم والحنجرة وهذه المشكلة تنتج من التهاب في الجيوب الأنفية أو الحساسية المزمنة في الأنف.[9]
- استرجاع العصارة الهضمية من المعدة إلى المريء (Gastroesophageal reflux). وهذه المشكلة قد تسبب كحة وذلك لوجود اتصال عصبي بين المريء والشعيبات الهوائية. تصيب هذه المشكلة الناس الذين لديهم ارتخاء في الصمام الموجود بين المريء والمعدة.[10]
- التهاب الشعب الهوائية المصاحب للتدخين (Bronchitis) وهذه المشكلة تكون مزمنة عند المدخنين ولا يمكن التخلص منها إلا بترك التدخين.

ويمكن تحديد كل سبب على حدة من خلال الأعراض الأخرى التي تصاحب الكحة عادة.

## أنواع السعال

### السعال الحاد والمزمن
يقسم السعال عادة إلى قسمين:
1.القسم الأول:
هو الكحة قصيرة المدى (3 أسابيع أو أقل) وهذه الكحة تكون عادة مصاحبة لنزلة البرد أو النشلة أو الالتهاب الذي يصيب الأغشية المخاطية في منطقة البلعوم والأحبال الصوتية وفي العادة تختفي هذه الكحة تدريجيا مع استخدام العلاج أو من دونه ولا تحتاج إلى مراجعة طبيب. وهناك أمراض أخرى تكون الكحة من أعرضها مثل الالتهاب الرئوي Pneumonia.
2.القسم الثاني:
هو الكحة عندما تستمر لفترة أسبوعين أو أكثر أو تكون كحة مصاحبة لبلغم متغير اللون أو الرائحة، أومصاحبة لدم فعندها يجب مراجعة الطبيب لأنها قد تكون بسبب مرض خطير مثل السل Tuberculosis أو سرطان الرئةأو أنفلونزا الخنازير H1N1 وأيضا من اسباب السعال المزمن الاوسع انتشارا هي: الافرازات في البلعوم الانفي (القسم العلوي من البلعوم - Nasopharynx)، الربو (Asthma) وارتجاع المريء (Acid Reflux - ارتجاع الحمض المعدي). ويعتبر السعال من الاعراض الأكثر شيوعا لدى المصابين بداء الجزر المعدي المريئي (Gastroesophageal Reflux Disease - GERD).
ويزول السعال المزمن، عادة، عندما يزول السبب الرئيسي الذي ادى اليه.

### السعال عند مرضى الربو
إن أي سعال عند مريض الربو يستدعي مراجعة الطبيب، وأحد الأسباب التي تدعو لمراجعة الطبيب أيضاً اختلاط التشخيص، ففي حين يكون الوزيز (الأزيز) التنفسي هو الشكوى التي تشير إلى الربو تقليدياً، فإن بعض مرضى الربو يشكل السعال الشكوى الأهم لديهم ويسمى هذا النوع من الربو
- (الربو السعالي cough-variant asthma)

وهو سعال جاف غير منتج ويحدث في كل الأوقات ويزداد سوءاً عندما يتعرض المريض إلى أي التهاب في الطرق الهوائية بسبب الخمج الفيروسي viral infection أو عند استنشاق هواء بارد أو ممارسة الرياضة أو حدوث التهاب أنف تحسسي
إن الأشخاص المصابين بالربو السعالي قد لا يحصلون على تشخيص مؤكد ولكن من المفيد النظر في تاريخ العائلة المرضي، ويدخل في الحسبان احتمالية وجود المرض إن وجد مسبقاً في العائلة، أو في حال وجدت مؤشرات أخرى 
وفي حالة الربو السعالي فإن الأولوية ليست معالجة السعال بمفرده بل الحصول على الرعاية الطبية للتشخيص الدقيق والحصول على معالجة مناسبة تتوجه لمجمل الأعراض وإن استخدام مثبط سعال (مسكن سعال) cough suppressant يمكن أن يؤخر التشخيص ويشوش الصورة السريرية عند الذهاب للطبيب في آخر الأمر
إن تشخيص الربو السعالي أشد صعوبة من تشخيص الربو العادي وذلك لأن اختبارات مقاييس الربو كحجم الزفير المدفوع خلال ثانية واحدة أو ذروة الجريان الزفيري قد تكون ضمن الحدود الطبيعية، وينصح الأطباء بتشخيص الربو السعالي باستخدام اختبار تحريض القصبات باستعمال الهستامين أو الميتاكولين
وعادة ما يستجيب المريض للموسعات الوعائية والكورتيكوستيروئيدات
قد يشكل السعال في أي مريض مصاب بالربو علامة مبكرة تشير إلى تدهور حالته، وفي هذه الحالة يكون السعال ليليًا ويتظاهر مع أزيز وتقاصر الأنفاس (زلة تنفسية) shortness of breath، كما تتدنى مستويات اختبار ذروة الجريان في الصباح الباكر ولهذا السبب يطلب من المريض مراجعة الطبيب المناسب بدل معالجة السعال بشكل ذاتي لاحتمال وجود علاقة بالربو

### سعال المدخنين
غالباً ما يعاني المدخنون من السعال، كما أن تدخين الوالدين يعتبر سبباً رئيسياً لسعال الأولاد ويستبطن لمعة مجرى التنفس الداخلية نوعان من الخلايا:
1. الخلايا الهدبية ciliary cells
2. خلايا جوبلت Goblet cells

وهذه الأخيرة هي المسئولة عن افراز معظم المادة المخاطية التي تعمل كفخ لاصق للملوثات المستنشقة ومنها المواد المسرطنة والبكتيريا والفيروسات
أما الخلايا الهدبية فتحرك ملايين الأهداب بشكل مستمر لتقوم بتحريك المادة المخاطية والأجسام التي علقت بها باتجاه الأعلى ليبلعها المريض أو يتقشعها
وتقوم هذه العملية بحماية الفرد الصحيح غير المدخن من مشاكل عدة منها سرطان الرئة، والرشح الشائع، والإنفلونزا common cold and influenza
تكون المادة المخاطية في الوضع الطبيعي للإنسان (غير المدخن أو المريض) منخفضة اللزوجة بشكل يكفي لحركتها باتجاه أعلى المجرى الهوائي بسهولة ويسر عبر الدفع المستمر من الخلايا المهدبة لها
أما في صدر المدخن فإن الدخان يزيد من كمية المخاط المنتج كما يزيد من لزوجته ويضعف نشاط الخلايا المهدبة وفي نفس الوقت تكون الملوثات الخارجية (دخان السيجارة) أكثر من الحد الطبيعي فيكون الوضع حرجاً إذ على الجهاز التنفسي للمدخن أن يتخلص من كميات زائدة من المخاط الذي زادت لزوجته عن الحد الطبيعي وفي نفس الوقت يحوي ملوثات أكثر وبالأخص المواد المسرطنة ولكن هذا التخلص من الملوثات يزداد عسراً بسبب إضافي وهو تعطل الجهاز الدفاعي الهدبي – المخاطي سريرياً والنتيجة هي التهاب قصبات مزمن Chronic bronchitis
بعض المدخنين يصاب بسعال جاف متقطع Dry hacking في حين يصاب البعض الآخر من المدخنين بسعال منتج Productive cough
إن السعال المنتج أمر حيوي للمدخن لأنه يدعم الطبقة الهدبية المعطلة ولايجوز تثبيط هذا السعال (بمسكنات السعال كالكودئين …) ولهذا السبب لا ينصح طبياً بعلاج السعال ذاتياً للمدخنين

### السعال بسبب العدوى
ويسمى طبياً infective cough ينصح المرضى بترك العلاج الذاتي للسعال إذا وجدت المادة المخاطية بكميات كبيرة أو بلون متغير
إن خمج القصبات أو الجيوب قد يسبب حالة من السعال للمريض كما أن الجراثيم تسبب تلون القشع بالاصفرار أو الاخضرار ومنها:
- جرثومة الإنفلونزا المحبة للدم Haemophilus influenzae
- العقدية المسببة لذات الرئة Streptococcus pneumonia
- برانهاميلا
- موريكسيلا moraxella
- فايرمزي faermze

ولذلك فإن القشع الكثير وخاصة متغير اللون مؤشر هام لزيارة الطبيب

### السعال الناجم عن أدوية مثبطات الخميرة المحولة للأنجيوتنسين
وهو حالة خاصة من التأثير الجانبي تسمى طبياً ACE – Inhibitor Induced Cough وينتشر استعمال أدوية مثبطة لـACE في علاج فرط التوتر الشرياني وفي قصور القلب الاحتقاني منذ وجدت في السوق الدوائية في أواخر السبيعينات، ويشتكي 2% إلى 14% من مستخدمي هذه الأدوية من سعال مزمن يبدأ بعد فترة 3 - 4 أسابيع إلى سنة كاملة من بداية العلاج
ويكون هذا السعال غير منتج وتسوء حالته في الليل وفي وضع الانبطاح Supine Position
وهذه الأسباب تجعل التشخيص للسعال الناجم عن أدوية الضغط هذه (كابتوبريل، ليزنونبريل … إلخ) يلتبس مع السعال الناجم عن تناذر القلس المعدي المريئي GERD
وأكثر الفئات تعرضاً لهذا الأثر الجانبي للـACEi (السعال) هم النساء وغير المدخنين من الرجال
إن التحول إلى نوع آخر من ACEi للتخلص من السعال أمر عديم الجدوى ولكن قد يحاول الطبيب خفض الجرعة، وإذا لم يحدث تحسن فقد يحل سحب الدواءالمشكلة بسرعة مع اختيار نوع آخر من الأدوية الخافضة للضغط
- ملاحظة:

يوجد زمرة مشابهة للـACEi مثبطات الأنزيم المحول للانجيوتنسين وهي الأدوية التي تعمل على مناهضة مستقبل الانجيوتنسين ؛ مضادات الأنجيوتنسين، وليس على تثبيط الخميرة المحولة له - مثلاً دواء /كانديسارتان سيليكسيتيل/ يضاد الجزء AT1 من مستقبل الانجيوتنسين II
ولايتدخل بطريق اصطناع الانجيوتنسين II
ومثال آخر: دواء لوزارتان بوتاسيوم فهو أيضاً مضاد نوعي لمستقبل الانجيوتنسينII ولا يسبب السعال الجاف الذي تسببه ACEi، وهنالك كثير من مضادات مستقبلات الأنجيوتنسين الحديثة أيضاً

### السعال الناجم عن تناذر القلس المعدي المريئي
وتسمى طبياً GERD Induced Cough Gastro Esophageal Reflex Disease، يصعب تشخيص القلس المعدي المريئي reflux كسبب للسعال المزمن رغم أنه يشكل نسبة 10% إلى 21% من حالات السعال يكون غالباً التنبيه المتتالي للطرف البعيد من المريء Serial Distal Esophageal Stimulation
وقد يحدث من حين لآخر سعال ثانوي تالٍ لحدوث ارتشاف (استنشاق) رغامي Tracheal Aspiration ومما يزيد الأمور تعقيداً أن معظم مرضى القلس المعدي المريئي لا يعانون من أعراض القلس الأخرى غير السعال بسبب محدودية تأثير القلس في النهاية السفلية من المريء وعدم وصول القلس إلى الحلق (البلعوم) Pharynx وهكذا يعالج السعال عند هؤلاء ويستمر مرضى القلس المعدي المريئي في الكواليس بإيذاء المريء ويسبب مزيداً من السعال
من الممكن تشخيص القلس المعدي المريئي إذا أعطي المريض أدوية القلس (أومييرازول مثلاً…) ونتج عنه تخفيف للسعال ! أو عند فحص حموضة المريء وظهور زيادة نحو الحموضة المرافقة لعصارات القلس 

### السعال بسبب السيلان خلف الأنف
السبب الأكثر شيوعاً للسعال الجاف المزمن هو مزيج من السيلان خلف الأنف والتهاب الأنف المزمن والتهاب الجيوب
يشكو المريض المصاب بسعال منشأه سيلان خلف أنفي من وجود مفرزات في أقصى البلعوم مترافقة مع حاجة متكررة لتنظيف الحلق مع أعراض إضافية كالعطاس واحتقان الأنف، وإذا كان الاحتقان الأنفي شديداً فسيتكلم المريض بصوت أنفي Nasal Voice
وقد يكون منشأ هذا السعال من التهاب الطرق الهوائية العلوية المباشر أو من تحريض مستقبلات السعال في الحنجرة بسبب الإفرازات، وفي هذه الحالة يفيد استخدام الكورتيزون الموضعي (بخاخ بيكلوميتازون مثلاً) مع مضادات الهستامين
كما أن العلاج الممهد بمضادات الاحتقان الموضعية للأنف يمكن أن يحسن من نفوذية الجيوب الأنفية

## الفحوص المخبرية
أما عن الفحوصات التي يجب عملها فهي تعتمد نوعا ما على تشخيص الدكتور المبدئي المبني على التاريخ المرضي والفحص السريري، ولكنها قد تشتمل على الفحوصات التالية:
1. أشعة الصدر وهذه ضرورية لكل المرضى الذين يشكون من كحة مزمنة للأسباب التي وضحناها سابقا.
2. فحص وظائف التنفس، وهذا الفحص ضروري جدا لمعرفة إذا كان المريض لديه ضيق في الشعب الهوائية بسبب الربو الشعبي.
3. عمل أشعة للجيوب الانفية في حالة وجود أعراض تدل على التهاب الجيوب.
4. فحص لنسبة الحموضة في المريء على مدى 24 ساعة 24 Hours PH Monitoring، وهذا الفحص قد يكون ضرورياً وإن لم يشتكِ المريض من حموضة لمعرفة إذا كان يوجد هناك ارتجاع مفرزات المعدة دون إحساس بالحموضة.
5. وربما يطلب الطبيب في بعض الحالات إجراء أشعة مقطعية للرئتين لتبيان بعض التفاصيل التي قد لا تكون واضحة في الأشعة العادية.

## علاج السعال
من الأدوية الفعالة والآمنة لعلاج السعال المنتج مادة الغوافينزين Guainfenesin
أما السعال غير المنتج فيعالج بالدكستروميتوفان
كذلك تُستخدم مادة ديكستروبربوكسيفين
ويمكن استخدام المراهم الحاوية على منثول و الكافور ومستنشقات البخار والمنثول الفموي (حبوب المص)، والكودين(بحسب الأنظمة المتاحة)وهذا حسب توصيات إدارة الغذاء والدواء الأمريكية
- ملاحظة:

يوجد الكودين في عدد من جداول المواد المراقبة التابع لقانون المواد المراقبة في الولايات المتحدة، ويختلف مستوى تقييد الدواء بحسب نسبة الكودئين في المستحضر وتضع بعض الولايات النسب الخفيفة من الكودئين في الجدول الخامس وهو أقلها رتبة من حيث الخطورة والقيود، وتشكل إساءة استعمال أدوية السعال وبعض المسكنات الحاوية على الكودين ومشابهاته بوابة الدخول إلى عالم الإدمان.
إعطاء دواء مسكن للكحة فقط لا يكفي لعلاج المرض وإنما يتوجب علاج مسببات الكحة فمثلا الكحة المصاحبة لنزلة البرد يجب إعطاء مضاد للاحتقان ونقط للأنف وهذه الأدوية تخفف الكحة المصاحبة لنزلة البرد أما الكحة المصاحبة للربو فيجب علاج مشكلة الربو فبعلاجها تختفي الكحة نهائيا.
إن احتقان الأنف، والجيوب الأنفية، والصدر هو نتيجة انتفاخ في الأوردة والشرايين أو امتدادها في الأنسجة الأنفية والممرات الهوائية. Air Passages هذه الأغشية المخاطية تغطي كثيراً من الأوعية الدموية وهي تحتوي على قدرة كبيرة للتمدد والانتفاخ تؤدي إلى الاحتقان.
إن الهيستامين يهيج هذه الأوعية الدموية للامتداد أو الانتفاخ إن Decongestants أدوية المانعة للاحتقان من ناحية أخرى، تؤدي إلى انقباض الأوعية الدموية في أغشية الأنف والقصبة الهوائية والتي تؤدي إلى طرد كثيرٍ من السوائل في الدم بالأوعية خارج الأغشية المخاطية وبالتالي تنقبض هذه الأغشية وتفتح الممرات الهوائية ويتنفس المريض بسهولة.
إن هذه الأدوية المانعة للاحتقان كيميائياً تنسب للأدرينالين Adrenaline, وهي المادة الموجودة بالجسم وهي المادة المانعة للاحتقان الطبيعية، وهي كذلك مادة تنشط الجهاز العصبي والتنفسي وكذلك الدورة الدموية بالجسم، لذلك فإن من الجوانب المؤثرة لهذه الأدوية هي الرجفة والإحساس بالنرفزة العصبية، وهي أيضاً تسبب صعوبة باللجوء للنوم، وكذلك تؤدي إلى ارتفاع بضغط الدم وبسرعة دقات القلب.
هذه الأدوية يجب أن تمنع استعمالها لمرضى القلب ومرضى ارتفاع ضغط الدم, ومرضى عدم انتظام دقات القلب وكذلك مرضى العين بارتفاع بضغط العين Glaucoma أن يمنع للمرضى الذين يعانون من عدم التمكن من التبول لدى (المسنين) استعمالهم أدوية المانعة للاحتقان Decongestants وأكثر من هذا أن هذه الأدوية موجودة أيضا كعناصر بأدوية التخسيس للوزن فيجب على كل المرضى الذين يستعملون أدوية لنقص الوزن ألا يستعملوا أي دواء آخر يحتوي على Decongestants للأمثلة ال Phenylephrine Spray(Neosynephrine)
- Sudafed Tab

## كيفية الوقاية من السعال
من أساليب الحفاظ على الصحة وتجنب السعال
1 - عدم التعرض للهواء البارد.
2 - الاهتمام بتناول الغذاء المتوازن والمتنوع.
3 - مزاولة التمارين الرياضية.
4 - الإكثار من أكل الفواكة مثل البرتقال.
5 - تجنب استعمال أدوات وحاجيات الآخرين كالمناديل والمناشف.
6 - تجديد هواء المنزل دائماً.
7 - تجنب التعرض للتغير المفاجئ من الجو الحار للبارد.
8 - تدفئة الجسم ولبس الثياب المناسبة للشتاء.
9 - تغطية الفم أثناء العطاس أو السعال لوقاية الآخرين من الرذاذ الحامل لعوامل المرض.
10 - اغسل يديك بشكل منتظم وبالأخص قبل لمس عينيك أو أنفك أو فمك.